# Cokerie centrale de la Sarre

Logo de la Zentralkokerei Saar GmbH.

La Zentralkokerei Saar GmbH (ZKS), installée à Dillingen, en Sarre, est une société indépendante depuis 1981. Elle a pour objectif d'exploiter une cokerie, soit la production associée de coke et de sous-produits liquides et gazeux. Les actionnaires sont Dillinger Hütte et Saarstahl AG.

## Histoire
L'entreprise a été créée à la suite de la concentration de la production de fonte pour l'industrie sidérurgique de la Sarre, qui remonte à la crise de l'acier des années 1970. En 1981, Saarstahl et Dillinger Hütte ont décidé de produire conjointement de la fonte brute en utilisant des hauts fourneaux sur le seul site de Dillingen, en Sarre, et ont fondé à cet effet la ROGESA Roheisengesellschaft Saar. Pour approvisionner les hauts fourneaux en coke, la cokerie centrale de la Sarre a été créée en tant que filiale entre Saarstahl, Dillinger Hütte et Saarbergwerke AG (qui existait encore à l'époque).
Les actionnaires actuels de la cokerie centrale de la Sarre sont les sociétés Saarstahl et Dillinger Hütte, qui sont liées par la holding : SHS - Stahl-Holding-Saar. Depuis la fermeture de la cokerie de Fürstenhausen (de), la cokerie centrale de la Sarre est la seule centrale de cokéfaction de l'industrie sidérurgique de la Sarre.

## Production
La cokerie centrale de la Sarre exploite deux batteries de fours à coke d'une capacité d'environ 1,2 million de tonnes de coke par an.
Le coke produit par l'entreprise est utilisé exclusivement dans les hauts fourneaux de la société sœur Rogesa. Les sous-produits du four à coke, y compris le benzène, sont disponibles sur le marché libre.
La cokerie centrale de la Sarre n'a pas d'employés propres, car c'est l'AG der Dillinger Hütte qui en est responsable. Le chiffre d'affaires de 2011 s'est élevé à 364 millions d'euros. Cette année-là, environ 1 022 000 tonnes de coke ont été produites.